# Els Boscos de Tarragona
Els Boscos de Tarragona és una urbanització de la zona de llevant del municipi de Tarragona situada a uns 7 km del centre de la ciutat, en direcció a Altafulla. L'any 2022 comptava amb 1.201 habitants.
S'estén al voltant de la plaça que duu el mateix nom, a la qual desemboca l'avinguda també amb el mateix nom, que es configura com l'accés principal a la urbanització i la connecta amb la N-340.
La urbanització va dels 39 msnm a la confluència del carrer de la Guatlla amb el carrer del Milà fins als 130 msnm a tocar de l'A-7, vora els Alts de la Bassa Closa, que separen el terme de Tarragona del del Catllar.

## Delimitació amb altres urbanitzacions
Els Boscos de Tarragona se situen en una àrea àmpliament urbanitzada de l'actual terme municipal de Tarragona. Així, seguint una continuïtat urbana hom troba les urbanitzacions dels Boscos de Tarragona, els Pinars, Residencial Monnars, Llevantina, Florimar i Bonsol.
És habitual anomenar genèricament totes aquestes 6 urbanitzacions amb el nom de «Boscos de Tarragona». No obstant, aquesta denominació és errònia, donat que els Pinars, Residencial Monnars, Llevantina, Florimar i Bonsol són urbanitzacions del poble de Monnars (actualment agregat a Tarragona), mentre que els Boscos no ho és, quedant fora de l'antic terme de Monnars i configurant-se, doncs, com una urbanització pròpia de la ciutat de Tarragona.
L'error en la denominació respon a l'actual continuïtat urbana entre totes aquestes urbanitzacions, que sovint fa difícil delimitar-les, així com al fet que la via principal que les uneix rep el nom d'avinguda dels Boscos de Tarragona.
L'avinguda dels Boscos de Tarragona rep aquest nom per menar a la urbanització del mateix nom, però en els seus trams inicials passa pels Colls Majors, Llevantina i Residencial Monnars, que no formen part dels Boscos.

## Nomenclàtor
Tots els noms dels carrers de la urbanització queden dedicats a aus pròpies de Catalunya. Així, trobem el carrer del Rossinyol, el de la Gavina, el de l'Àliga, el de l'Esparver, el del Falcó, el del Milà, el de la Perdiu, el de l'Alosa, el de la Guatlla, el del Pit-roig, el de l'Oreneta, el del Falciot, el del Colom, el de la Cadernera, el de la Cigonya i el del Pardal.
Les úniques excepcions són la plaça dels Boscos de Tarragona i l'avinguda dels Boscos de Tarragona, que duen el nom de la urbanització, i el carrer del Ficus, el de l'Eucaliptus, el del Tamarit i el de la Savina, agrupats vora el carrer del Pit-roig, que duen el nom de plantes.